# 天籥六
蛇夫座51（中文名天籥六）是一顆年輕的B型恆星，位於銀河中心西北方的蛇夫座，距離地球約410光年(126秒差距)。值得注意的是，這是鄰近的一顆"罕見、年輕的行星系統，剛進入行星形成最後階段的一個例子"。

## 塵埃和氣體盤
蛇夫座51有一個氣體和塵埃的盤面，似乎是一個年輕的岩屑盤，並且可能是在形成行星系統的最後階段。這個系統有些性質類似於有巨大岩屑盤的一個著名恆星繪架座β：光譜類型、存在於邊緣的氣體和塵埃盤、和被認為是彗星掉落進盤面而呈現變化的藍移吸收線。
蛇夫座51的距離遠較繪架座β的遠，它的岩屑盤相對的也更複雜。結果是，環繞著蛇夫座51的盤面需要干涉來解析；相對的，觀察繪架座β只需要使用視訊光譜的影象。最近使用凱克天文台的凱克干涉儀觀測顯示，蛇夫座51的盤面至少有兩個部分：在中間的雲是顆粒較大的(外星黃道塵)，周圍環繞著顆粒細小但更廣大的矽顆粒，擴展至大約一千天文單位。內盤的半徑大約是地球到太陽距離的四倍，密度則是我們的太陽系內塵埃的十萬倍